# Daniel Ek

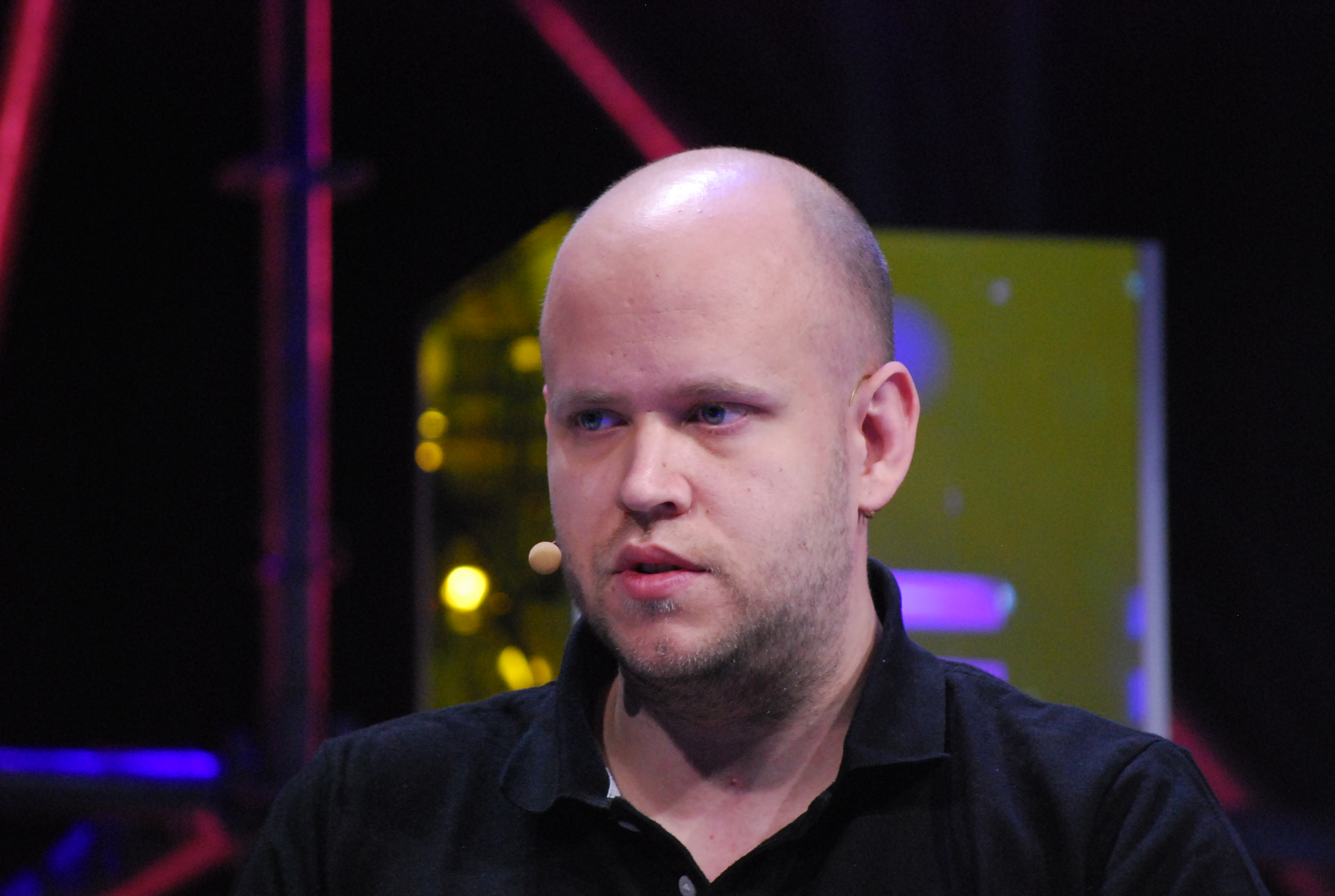
Daniel Ek (2011)

Daniel Ek (* 21. Februar 1983 in Stockholm) ist ein schwedischer Manager und CEO  von Spotify, einem führenden Musikstreamingdienstleister.

## Leben
Ek wuchs mit seiner alleinerziehenden Mutter im Stockholmer Stadtteil Rågsved auf. Im Alter von 16 Jahren bewarb er sich erfolglos bei Google. Es folgte ein mehrmonatiges Studium an der Königlich Technischen Hochschule in Stockholm und Beschäftigungen bei mehreren Firmen, bevor Ek schließlich Chief Technical Officer der Firma Stardoll wurde. Im Jahre 2006 begründete er zusammen mit Martin Lorentzon, dem ehemaligen CEO der Online-Marketing- und Vertriebslösungsplattform Tradedoubler, die Firma Spotify in Stockholm.
In der britischen Reichenliste der Sunday Times belegte er 2012 den 395. Platz.
Im April 2021 geriet Ek in die Schlagzeilen, als bekannt wurde, dass er seinen Lieblingsverein, Arsenal London, kaufen wollte.
Ek ist seit 2016 mit seiner langjährigen Lebensgefährtin Sofia Levander verheiratet, mit der er zwei gemeinsame Kinder hat.

## Auszeichnungen
- Schwedische Hall of Fame für Start-up-Gründer (SUP46 's), 2013